# LTC Prague
Le LTC Prague (Lawn Tennis Club Praha) était un club de hockey sur glace de Prague en Tchécoslovaquie qui a existé de 1903 à 1964.

## Historique

### Les saisons de domination
Le club est créé en 1903 sous le nom de LTC Praha et rejoint lors de sa première saison le championnat Élite tchécoslovaque en 1936-37. À l'issue de cette première saison, le LTC remporte son premier titre de champion avec Josef Maleček et Oldřich Kučera, meilleurs buteurs de la courte saison (7 matchs par équipe). L'équipe va au total remporter 11 titres de champion ainsi que 7 Coupes Spengler, ne ratant que le titre de 1941 au profit du I. ČLTK Prague. En 1949, l'équipe change de nom et prend celui de Zdar LTC Praha.

### Le déclin
Il faut attendre 1950 pour voir l'équipe se faire renverser dans sa domination par une autre équipe de la capitale, l'ATK Prague. À la suite de cette saison, l'équipe est également démantelée pour des raisons politiques : l'équipe de Tchécoslovaquie
devait se rendre au championnat du monde 1950 mais les autorités ont préféré annuler la participation de leurs joueurs de peur d'assister à de nombreuses défections. Les joueurs du LTC étant mécontent de cette décision sont alors arrêtés. La véritable raison aurait été l'exil de l'ancienne vedette Maleček de Tchécoslovaquie et son désir de monter une autre équipe nationale. Le club est alors renommé Tatra Smíchov.
En 1954-55, le club finit à la dernière place du championnat et est relégué dans la division inférieure, la Celostátní soutez. La remontée est immédiate mais deux saisons plus tard, l'équipe finit à la onzième place, joue des matchs de barrage et est une nouvelle fois reléguée. L'équipe ne remontera jamais en première division et met fin à ses activités à l'issue de la saison 1964-65.

### Palmarès
Champion de Tchécoslovaquie
- 1937, 1938, 1939,1940, 1942, 1943, 1944, 1946, 1947, 1948 et 1949

Coupe Spengler
- 1929, 1930, 1932, 1937, 1946, 1947 et 1948

## Joueurs
L'équipe type du LTC Prague est composée de Bohumil Modrý comme gardien de but, Miroslav Pokorný et Josef Trousílek en défense et le trio d'attaque composé de Stanislav Konopásek et Josef Maleček sur les ailes associés à Vladimír Zábrodský au centre.